# Carles de Borbó i Àustria-Este
Carles Maria dels Dolors de Borbó i d'Àustria-Este (Ljubljana, Imperi Austríac, 1848 - Varese, Llombardia, 1909) fou pretendent carlí a la corona d'Espanya amb el nom de Carles VII (1868-1909) i el títol d'assenyalament de Duc de Madrid. Net de Carles V, comte de Molina; nebot de Carles VI, comte de Montemolín; i fill de Joan III, comte de Montizón.

## Biografia

### Primers anys
El 1866 es casà amb Margarida de Borbó-Parma, filla del duc Carles III de Parma, i reorganitzà el carlisme. Gràcies al manifest "Carta a los españoles" de la seva àvia la princesa de Beira, va ser reconegut legítim pretendent del carlisme (20 de juny del 1868).
Des del 3 d'octubre de 1868 va utilitzar el títol d'assenyalament de Duc de Madrid.
En el seu primer manifest polític en forma de carta al seu germà Alfons (1869), redactat pel polític neocatòlic Antoni Aparici i Guijarro, el pretendent reclamava ser el rei legítim d'Espanya i no només d'un partit, i defensava el retorn de la unitat catòlica que havia suprimit el govern revolucionari, instaurant la llibertat religiosa, per la qual cosa molts antics isabelins moderats es van fer carlins. També anuncià unes Corts sense "majories servils" i "minories sedicioses" amb un rei que governés, la descentralització política i foral a totes les províncies d'Espanya i el proteccionisme econòmic, rebutjant el lliure comerç.
El 1869 feu un intent militar a favor de la causa carlina i disposà de la col·laboració de Ramon Cabrera.

### La Tercera Guerra Carlina (1872-1876)
El 1872 impulsà la lluita carlina que s'estenia principalment al País Basc i Navarra —on es van traslladar molts voluntaris carlins de la resta d'Espanya—, i també a Catalunya i al Maestrat. En un manifest als pobles de l'antiga Corona d'Aragó, publicat el 16 de juny de 1872, va prometre anul·lar el Decret de Nova Planta i reinstaurar les Constitucions Catalanes, els Furs de València i els de l'Aragó.
Amadeu I de Savoia va abdicar en 10 de febrer de 1873, establint-se la Primera República Espanyola, i el 16 de juliol Carles VII torna a Navarra, reactivant-se la revolta al País Basc i Navarra, i establint la capital a Estella i iniciant un nou Setge de Bilbao. La lluita continuà després de la proclamació d'Alfons XII el 1874, fins a la derrota final el 1876.
El 3 de juliol de 1875 va jurar els furs biscaïns davant l'Arbre de Guernica. Posteriorment jurarà també els furs guipuscoans.
Durant tota la guerra exercí de cap suprem de l'exèrcit carlí juntament amb el seu germà Alfons Carles de Borbó i Àustria-Este. Després de lluitar contra la Regència de Serrano, el regnat d'Amadeu I d'Espanya, la Primera República Espanyola, el Govern Provisional també de Serrano, i el nou rei liberal Alfons XII, va perdre la guerra.

### Exili durant la Restauració
Un any després reorganitzà de nou el partit. Instal·lat a Pau (França), passà a Londres i finalment a Venècia, fixant la residència oficial de la cort carlina al palau del Loredà de la ciutat adriàtica.
El 1877 va protestar en carta al Marquès de Valde-Espina per l'abolició dels furs bascos. Aquell mateix any i fins al 1881 va fer viatges propagandístics i personals pels EUA, les corts europees i l'Amèrica del Sud.
El 1881 va ser expulsat de França per assistir a una missa organitzada pels legitimistes francesos pel seu oncle Enric de Borbó, Comte de Chambord, en el dia de Sant Enric. En 1887 va rebre a Venècia a una delegació de legitimistes francesos, que el van a reconèixer com l'hereu de la monarquia capetiana.
El 1895 en carta al Marquès de Cerralbo va establir la Festivitat dels Màrtirs de la Tradició.
El 1897 sota la seva presidència es va redactar l'Acta de Loredan, en el qual es va fixar oficialment de manera sistemàtica, per primera vegada, el programa polític del Partit Carlí. S'hi assumia la Doctrina Social de l'Església, exposada recentment pel Papa Lleó XIII. Aquest programa establia que les "tradicions fonamentals" que històricament van constituir la Pàtria espanyola eren la religió catòlica, la monarquia legítima i la llibertat foral, "la tradició democràtica del nostre poble".
Quan va esclatar la guerra hispano-estatunidenca l'any 1898, Don Carles va ordenar des de Brussel·les a tots els carlins que no fessin res que pogués comprometre l'èxit de la guerra i que ajudessin amb totes les seves forces als encarregats de defensar la integritat espanyola a Cuba i Filipines; i va arribar a amenaçar formalment amb una nova guerra civil si no es lluitava per defensar l'honor nacional, dient que no podria assumir la responsabilitat davant la Història de la pèrdua de Cuba. Molts creien que la pèrdua de les colònies ocasionaria a Espanya una revolució que produiria l'enderrocament de la dinastia, de manera semblant al que havia passat a França per la pèrdua d'Alsàcia i Lorena el 1870. Per això, quan es va signar el Tractat de París, considerat com una deshonra nacional, hi havia l'opinió que els carlins es llançarien a una nova guerra civil, aprofitant-se del descontentament de l'exèrcit i del poble.
En aquest context, el 1900 es produí en favor de la seva causa el fracassat Alçament de Badalona i altres viles catalanes i del País Valencià liderat per Salvador Soliva Casat amb Berta de Rohan-Guemenée en segones núpcies, les relacions amb els seus 5 fills del primer matrimoni van empitjorar per culpa de la madrastra. El succeí com a pretendent el seu fill Jaume de Borbó i Borbó Parma (Jaume III).
En el seu Testament polític, datat el 6 de gener de 1897 i ple de retòrica patriòtica, manifestava haver volgut restaurar la vella Espanya dels Reis catòlics i de Carles V, reclamant l'espanyolitat de Gibraltar, la unió amb Portugal, la confederació amb Hispanoamèrica i la possessió del Marroc per a Espanya. També es reafirmava en l'extensió del règim foral a tot el territori espanyol i va tenir paraules d'agraiment als legitimistes francesos.